# Different Slanguages
Different Slanguages — шостий студійний альбом американського репера Мессі Марва, перший під псевдонімом MessCalen, виданий 19 жовтня 2004 р. лейблом Cheddah Recordz. Арт-дирекція та дизайн: Shemp.

## Список пісень
1. «Intro»
2. «Top of the World»
3. «Bitch Move»
4. «Different Slanguages»
5. «Cuz We Want To» (з участю JT the Bigga Figga)
6. «Black Jesus» (з участю RL)
7. «It's On» (з участю Keak da Sneak)
8. «Skit»
9. «Pop That» (з участю Billy Cook)
10. «Stuntin»
11. «Discobayish»
12. «Ko.Alition» (з участю Lucci Seigal)
13. «Kill That Bitch»
14. «It's Krazy» (з участю Lucci Seigal)